# IC 2735
IC 2735 ist eine Spiralgalaxie vom Hubble-Typ Sab mit aktivem Galaxienkern im Sternbild Großer Bär am Nordsternhimmel. Sie ist schätzungsweise 479 Millionen Lichtjahre von der Milchstraße entfernt und hat einen Durchmesser von etwa 140.000 Lichtjahren.

Im selben Himmelsareal befinden sich u. a. die Galaxien IC 2738, IC 2744, IC 2751.
Die Typ-Ia-Supernova SN 1990G wurde hier beobachtet.
Das Objekt wurde am 22. Mai 1903 von Stéphane Javelle entdeckt.